# Pouvoir d'achat en France
L’Insee définit le pouvoir d’achat du salaire comme la quantité de biens et de services que l’on peut acheter avec une unité de salaire, puis indique que : « la notion ici retenue est le salaire mais le raisonnement s'applique à l'ensemble des ressources (travail, capital, prestations familiales et sociales...) ». La base de revenu utilisée par l'Insee est le revenu disponible brut, le profil de consommation utilisé est celui de l'indice des prix à la consommation.
Entre 1950 et 1970, le pouvoir d'achat du salaire moyen a doublé en France. Une proportion croissante des ménages a ainsi pu progressivement acquérir une résidence principale et s'équiper des produits phares de la société de consommation : voiture, réfrigérateur, ...
Au cours du XXe siècle, le salaire moyen d'un ouvrier a été multiplié par quatre en monnaie constante. La durée annuelle de son travail a été divisée par deux[réf. souhaitée] de sorte que son salaire horaire a été multiplié par huit en francs constants. Ce calcul doit être pondéré par l'érosion monétaire et l'augmentation de la pression fiscale.
Le pouvoir d’achat reçu par l'ensemble des ménages progresse de 2 % par an en moyenne (moyenne stable, sur 1974-2006). Au cours des Trente Glorieuses, le pouvoir d'achat progressait plus rapidement, de 4 ou 5 % par an[réf. à confirmer]. De 1959 à 1974, les 15 dernières années des Trente Glorieuses, pour lesquelles des données fiables sont disponibles, le revenu disponible brut des ménages par unité de consommation s’est accru, en terme réels, de 4,6 % par an en moyenne, doublant presque pendant la période (indice 100 en 1959, 196 en 1974).
Cependant, le niveau de vie en France, mesuré par l’évolution du pouvoir d'achat par ménage, n’a augmenté que de 1,3 % par an entre 1974 et 2006 ; la différence est liée à l'augmentation du nombre des ménages et à la diminution de leur taille moyenne, qui provoque une baisse des économies d'échelle permises par la vie à plusieurs.
Par ailleurs, en France, depuis la conversion du salaire minimum interprofessionnel garanti (SMIG) en salaire minimum interprofessionnel de croissance (SMIC), sous le gouvernement Jacques Chaban-Delmas au début des années 1970, la croissance du salaire minimum net a été plus forte que la croissance du salaire moyen net, donc le pouvoir d’achat lié au salaire des salariés payés au SMIC a augmenté plus vite que le pouvoir d’achat des autres salariés.
Ces dernières années, la question du pouvoir d'achat est devenue un thème central des préoccupations des ménages. Face à la hausse des prix touchant tous les domaines de consommation (grandes surfaces, carburants), l'enjeu est devenu politique. Il aura été le thème majeur du mouvement social qui a affecté les départements et territoires d'outre-mer au début de l'année 2009.

## Évolution
D'après les statistiques de l'INSEE, le pouvoir d'achat ne diminue pas, mais en revanche son taux d'augmentation est en effet à la baisse
La progression annuelle moyenne du pouvoir d'achat a été de 2 % ces dernières années pour l'ensemble des ménages, et de 1,2 % sur le plan « individuel ».

### 2007
Selon l'Insee, en 2007, en France, le pouvoir d'achat du revenu disponible brut de l'ensemble des ménages avait cru de 3,1 % ; le pouvoir d'achat par ménage avait cru de 1,7 % ; et le pouvoir d'achat par unité de consommation avait cru de 2,4 % (données au 15 mai 2009).
Selon l'Institut national de la consommation (INC), qui utilise les données de l'Insee mais une autre définition du pouvoir d'achat, celui-ci aurait augmenté de 1,4 % en 2007.

### 2008
Selon l'INC, le pouvoir d'achat moyen des ménages (définition INC) a reculé de 0,4 % entre juin 2007 et juin 2008. Il avait augmenté de 0,8 % entre juin 2006 et juin 2007. Entre juin 2007 et juin 2008, le revenu mensuel disponible moyen par ménage a augmenté de 99 euros, passant de 3.093 euros à 3.192 euros. Dans le même temps, la hausse des prix "créait une augmentation de 113 euros des dépenses mensuelles", se traduisant par une baisse de pouvoir d'achat de 14 euros par mois.
En août 2008, l'INC prévoyait un recul de 0,8 % du pouvoir d'achat en 2008, après une hausse de 1,4 % en 2007.
Pour l'Insee (données au 15 mai 2009), le pouvoir d'achat du revenu disponible brut de l'ensemble des ménages avait cru de 0,6 % en France en 2008 ; le pouvoir d'achat par ménage avait décru de 0,8 %, et le pouvoir d'achat par unité de consommation était resté identique à celui de 2007.

### 2009
En 2009, l'ensemble des ménages français ont vu leur revenu disponible (somme du salaire, des produits d'un loyer ou d'actions, des prestations sociales en espèces, après impôts) progresser de 1 %, contre 3,2 % en 2008.
L'évolution du pouvoir d'achat global en 2009 est de +1,6 % ( 0,4 % en 2008). Le pouvoir d'achat par unité de consommation a progressé de 0,8 % sur l'année (- 0,4 % en 2008. Lors du quatrième trimestre 2009, le pouvoir d'achat des Français par unité de consommation a baissé (-0,1 %),.
Ce maintien du pouvoir d'achat est dû aux mesures prises par le gouvernement pour limiter l'impact de la crise : alors que les revenus d'activité restaient stables (0 %, après 3,1 % en 2008), les prestations sociales ont augmenté de 5,3 % et les impôts et cotisations ont baissé de 1,8 %.

### 2010
Le glissement annuel du salaire mensuel de base est passé de 3 % fin 2008 à 1,8 % (hors évolution des prix) au premier trimestre 2010.

### Évolution 2008-2015
Une étude de l’Observatoire français des conjonctures économiques (OFCE) publiée début janvier 2015 calcule que le pouvoir d’achat des ménages français, après avoir crû de 500 € par ménage chaque année en moyenne entre 2000 et 2007, reculerait de 230 € par an entre 2008 et 2015, soit une baisse de 1 630 € par ménage depuis la crise de 2008. La période de 2008 à 2010 a été marquée par une assez bonne résistance du pouvoir d’achat par ménage, qui a augmenté de près de 40 € par an en moyenne, malgré la perte de 250 000 emplois et grâce au plan de relance et aux amortisseurs sociaux.  Ensuite, les nouveaux prélèvements fiscaux et sociaux ont amputé le pouvoir d’achat de 930 € par ménage, soit plus de 300 € en moyenne par an  entre 2011 et 2013 ; les faibles créations d’emplois et la stagnation des salaires réels ont eu aussi un fort impact, estimé à −105 € en moyenne par an et par ménage sur ces trois ans, mais les prestations sociales l’ont en revanche augmenté de +120 €par an par ménage ; au total, la baisse du pouvoir d’achat s’est élevée à 1 630 € par ménage en trois ans entre 2011 et 2013. En 2014 et 2015, le recul du pouvoir d'achat ralentirait à −110 € par ménage en deux ans. Sur les 1 000 € de perte de pouvoir d’achat par ménage entre 2011 et 2015, 100 € seraient directement liés à la hausse des prélèvements fiscaux et sociaux.

### Évolution sur la période 1999-2017
La progression du pouvoir d'achat depuis la création de l'euro se fait en deux temps : forte croissance jusqu'en 2007 (hausse de 15%), croissance de 0,4% entre 2008 et 2017 à la suite de la crise de 2007-2008.